# Dominique Sandron
Dominique Sandron (1969) is een Belgische voormalige atleet, die gespecialiseerd was in het hoogspringen. Hij veroverde vier Belgische titels.

## Biografie
Sandron werd in 1990 en 1991 Belgisch indoorkampioen hoogspringen. In 1993 en 1994 veroverde hij outdoor de Belgische titel. Hij was aangesloten bij Excelsior Sports Club.

## Belgische kampioenschappen
Outdoor
| Onderdeel    | Jaar       |
| ------------ | ---------- |
| hoogspringen | 1993, 1994 |

Indoor
| Onderdeel    | Jaar       |
| ------------ | ---------- |
| hoogspringen | 1990, 1991 |

## Persoonlijk record
Outdoor
| Onderdeel    | Prestatie | Datum        | Plaats  |
| ------------ | --------- | ------------ | ------- |
| hoogspringen | 2,19 m    | 14 juni 1992 | Brussel |

Indoor
| Onderdeel    | Prestatie | Datum            | Plaats |
| ------------ | --------- | ---------------- | ------ |
| hoogspringen | 2,20 m    | 24 februari 1991 | Gent   |

## Palmares
hoogspringen
- 1989:  BK AC – 2,08 m
- 1990:  BK indoor AC – 2,12 m
- 1991:  BK indoor AC – 2,20 m
- 1991:  BK AC – 2,11 m
- 1992:  Westathletic in Brussel – 2,19 m
- 1992:  BK AC – 2,11 m
- 1993:  BK AC – 2,15 m
- 1994:  BK indoor AC – 2,10 m
- 1994:  BK AC – 2,09 m
- 1995:  BK indoor AC – 2,01 m
- 1996:  BK indoor AC – 2,07 m